# MuMs da Schemer
muMs da Schemer, född Craig O’Neil Grant den 18 december 1968 i New York, död 24 mars 2021 i Wilmington, North Carolina, var en amerikansk poet och skådespelare. Han är mest känd i rollen som Arnold "Poet" Jackson i fängelsedramat Oz. Han tävlade vid flera tillfällen i poetry slam.